# Анастас Българин
Анастас или Атанас Българин (на гръцки: Αναστάσιος, Αθανάσιος Βούλγαρης, Анастасиос, Атанасиос Вулгарис) е гръцки революционер от български произход, герой от Гръцката война за независимост.

## Биография
Анастас Българин е роден в Пиянец. При избухването на Гръцкото въстание в 1822 година заминава за Гърция и се включва във въстаническите части. Семейството му е затворено от османците и разпръснато из различни части на Балканите. Анастас Българин стига до висок военен чин в гръцката армия. На 22 май 1825 година военният министър Адам Дукас пише до правителството:
| „ | ...хилядникът Анастас Българин, намиращ се под непосредствената команда на Хаджи Христо, е един от първите, които се осмелиха да се промъкнат в крепостта Неокастро. Той се би храбро заедно с войниците си в крепостта и в Сфактрия, където почти всички негови войници бяха убити при десанта на неприятеля. | “ |

Атанас Българин умира в 1839 година, като оставя вдовица, дъщеря и син – гръцкият общественик и революционер Леонидас Вулгарис.